# 諾阿卡利動亂

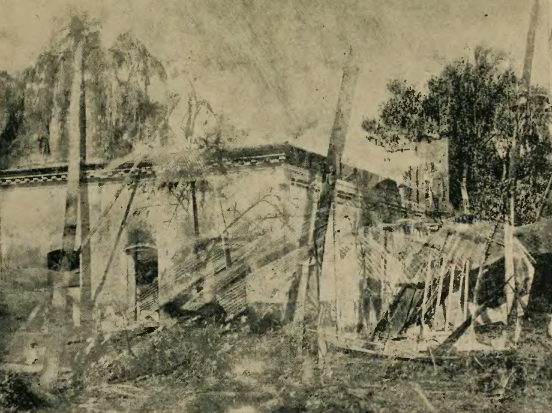
印度教大会諾阿卡利分部領導人拉金德拉·羅伊·乔杜里（Rajendralal Roychowdhury）的房屋遭摧毀，他本人也在動亂中遇害

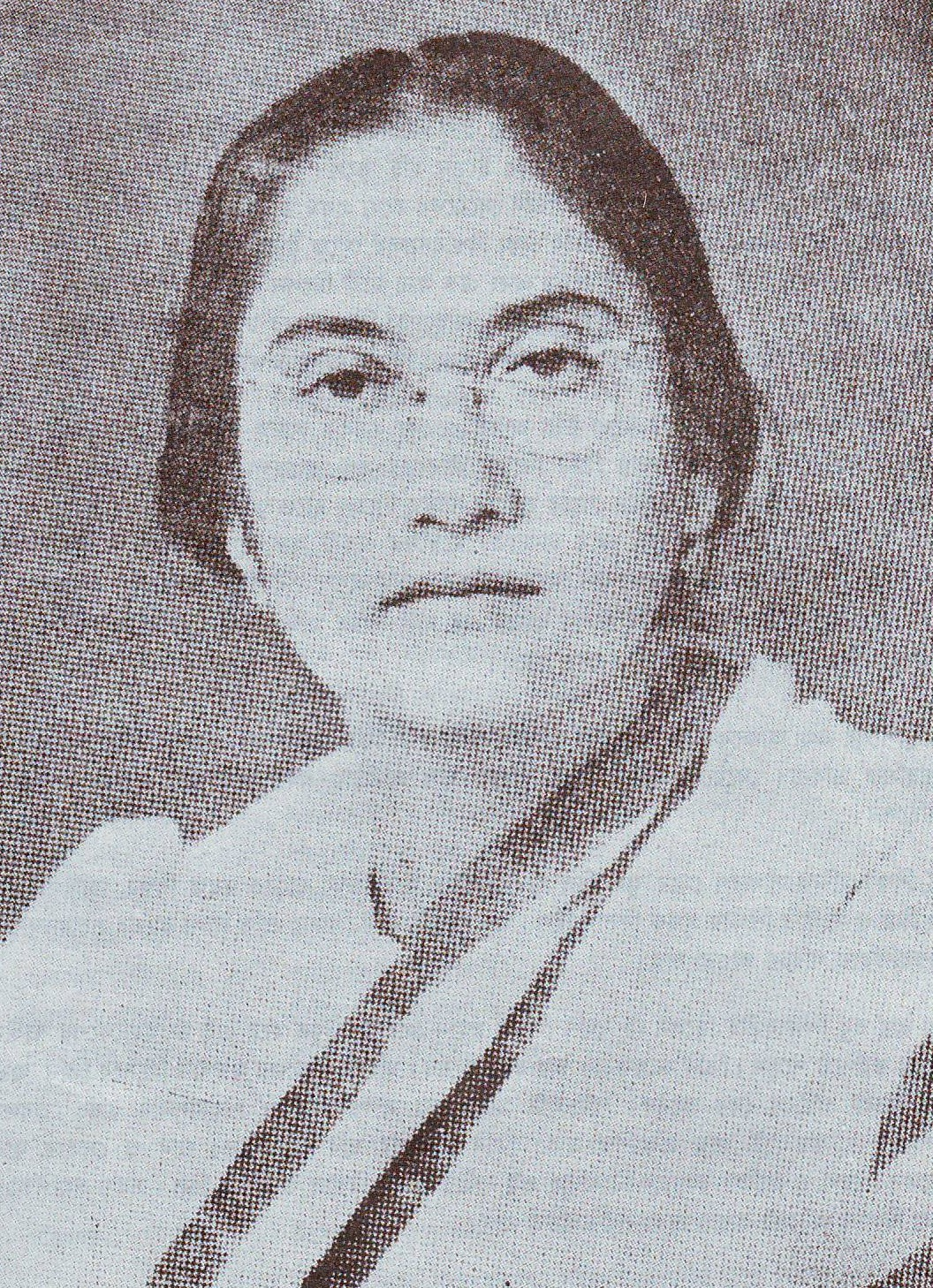
莉拉·罗伊在當地開設救濟中心，拯救超過千名女性

諾阿卡利動亂（英語：Noakhali riots）是1946年10月至11月（印巴分治前一年）發生於英屬印度孟加拉諾阿卡利的動亂。1937年前英屬印度孟加拉管辖区的統治階級多為印度教徒，之後穆斯林藉選舉取得政治地位，雙方累積了嚴重的政治、經濟與社會矛盾。1946年8月加爾各答爆發大屠殺，之後流傳假新聞指加爾各答的印度教徒襲擊穆斯林作為報復，8月29日開齋節時諾阿卡利的印度教徒與穆斯林爆發衝突，有數名印度教徒因被懷疑藏有武器而遭襲擊，穆斯林隊伍還劫掠了印度教徒的住宅並毀損其寺廟。
加爾各答屠殺爆發以來諾阿卡利與吉大港的印度教徒與穆斯林對立情勢逐漸升高，10月10日莎拉德·普尼玛節當天動亂爆發，穆斯林暴民開始屠殺印度教徒，一週內估計即有超過5000人喪生，數百名印度教婦女遭強姦，並有數千人被強迫改宗伊斯蘭教，超過5萬人逃至庫米拉與阿加爾塔拉等地的救濟營避難，留在村莊內的印度教徒則被穆斯林統治者控制，失去遷徙自由，甚至被迫繳納吉茲亞。印度革命運動人士拉尔莫汉·森在阻止穆斯林暴民殺戮印度教徒時遇害。
11月甘地抵達諾阿卡利，在當地停留了4個月，走訪了47座村莊，試圖恢復當地秩序，緩解雙方衝突，但未能促成雙方和解。1947年3月印度國大黨接受了印巴分治的方案，救濟營逐漸荒廢，大部分難民流落至西孟加拉邦、特里普拉邦與阿薩姆邦等地。